# Phil Bates
Phil Bates (ur. 30 marca 1953 w Tamworth) – brytyjski kompozytor, gitarzysta i wokalista.
Od 1993 do 1998 roku był członkiem zespołu ELO Part II jako gitarzysta i wokalista. W 2007 roku został frontmanem The Orchestra. W latach późniejszych objął funkcję wokalisty i gitarzysty Electric Light Orchestra Classic.